# Yo decido. El tren de la libertad
Pour plus de détails, voir Fiche technique et Distribution.
Yo decido. El tren de la libertad (littéralement, «Je décide. Le train de la liberté») est un documentaire espagnol collectif auquel participent 80 cinéastes en 2014.
Le film se centre dans une protestation massive contre la réforme de la loi de l'avortement présentée par le ministre Ruíz-Gallardón et le Parti Populaire,. La protestation est appelée Le train de la liberté,. Parmi les cinéastes qui créent le Collectif de femmes cinéastes contre la réforme de la loi de l'avortement se retrouvent Icíar Bollaín, Isabel Coixet, Ángeles González-Sinde ou encore Esther García, productrice de la société El Deseo.
La première du film a lieu de façon simultanée dans 90 villes espagnoles, avant une présentation dans plusieurs  festivals internationaux comme le Festival International de Cinéma de Saint-Sébastien.

## Synopsis
Fin 2013, le gouvernement espagnol dirigé par Mariano Rajoy a proposé de restreindre drastiquement l'accès à l'avortement dans le pays. Face à ce message, un petit groupe de femmes asturiennes s'est mobilisé, provoquant des centaines de milliers de personnes de tout le pays à les rejoindre et à se rendre à Madrid en train, à rejoindre une manifestation massive et même à atteindre d'autres capitales mondiales,.
Le documentaire recueille des témoignages de femmes qui, pendant la transition, se sont battues pour leur droit de décider et qui sont maintenant poussées à le faire à nouveau par leurs filles et petites-filles,.

## Fiche technique
- Titre français : Yo decido. El tren de la libertad
- Réalisation et scénario : Collectif de femmes cinéastes contre la réforme de la loi sur l'avortement. (Colectivo de mujeres cineastas contra la reforma de la ley del aborto)
- Photographie : Collectif de femmes cinéastes contre la réforme de la loi sur l'avortement. (Colectivo de mujeres cineastas contra la reforma de la ley del aborto)
- Montage : Teresa Font
- Producteur : Esther García
- Musique : La Solfónica
- Pays d'origine :  Espagne
- Format : Couleurs - 16:9  - Dolby Digital
- Genre : documentaire
- Durée : 42 minutes
- Langue : espagnol
- Date de sortie :
  - Espagne : 10 juillet 2014

## Contexte social et politique
En 2010, le gouvernement socialiste commencé par José Luis Rodríguez Zapatero a réformé la Loi de l'avortement approuvée initialement par le Congrès des Députés le 19 de décembre de 2009, qu'il a dépénalisé l'avortement pendant les premières quatorze semaines. La Loi s'est approuvé le 5 de juillet de 2010 en substitution de la Loi Organique 9/1985. Le Parti Populaire, conservateur, a présenté un recours à la Cour suprême en juin 2010 et a compris la modification de la loi comme partie de sa plateforme électorale de 2011,,.

## Production

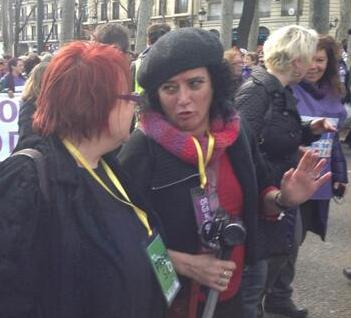
Georgina Cisquella en la manifestation du El tren de la libertad.

À la suggestion de la critique de cinéma Pilar Aguilar, qui a contacté certains cinéastes, Chus Gutiérrez a envoyé un message à des dizaines de collègues 15 jours avant la manifestation du 1er février 2014. Esther García, productrice de Deseo a dirigé l'équipe de production,.

### Tournage
Les équipes aussitôt ont commencé à s'organiser d'abord par filmer et après par organiser le matériel, préparer le montage et obtenir financement.
80 cinéastes réparties en plus de 20 unités de tournage. Chaque unité était centrée dans un groupe qu'il atteignait Madrid depuis plusieurs points d'Espagne.
Le film a été financé à travers le financement participatif,

### Montage
Près de 80 cinéastes ont roulé plus de 200 heures de matériel. Juste après la manifestation les cinéastes ont déchargé le métrage à point convenu à la Paseo del Prado, un groupe de volontaires équipés d'ordinateurs portables et de disques durs a collecté la majeure partie du matériel. Par la suite, un stockage en nuage a été prévu pour ceux qui devaient revenir avant le vidage du matériel.
L'éditeur Teresa Font avec une petite équipe a organisé le matériel et l'a édité à partir des installations d'El Deseo PC.

La grande quantité de métrage et le fait que les cinéastes "en certain sens le lui regardaient pour la première fois" ont fait que la structure du film seulement soit claire pendant le montage. Ana Díez, directrice, il a dit sur cela:
Dès le premier instant, quand on a vu le matériel du film, on s'est rendu compte que ça parlait de lui-même, les gens qui laissent leurs déclarations devant la caméra sont très clairs sur les raisons pour lesquelles ils se mobilisent, ils sont très conscients des coupes de droits que nous subissons. La force, la clarté et la dignité de leurs positions ne demandaient qu'une structure, une bonne impulsion pour unir les images et sauver le sens du rythme que les événements impliquaient. Nous avons réalisé que nous regardions un documentaire musical. Depuis que les femmes asturiennes ont décidé de mettre des paroles et de la musique sur leurs revendications et de monter dans le train, les percussions de la batucada qui rythment la marche, les chants de la Solfónica qui aident à chorégraphier l'assemblée, les slogans que les manifestants et les voix d'indignation émises par les personnes qui ont accompagné tout le parcours de la manifestation.

### Équipe

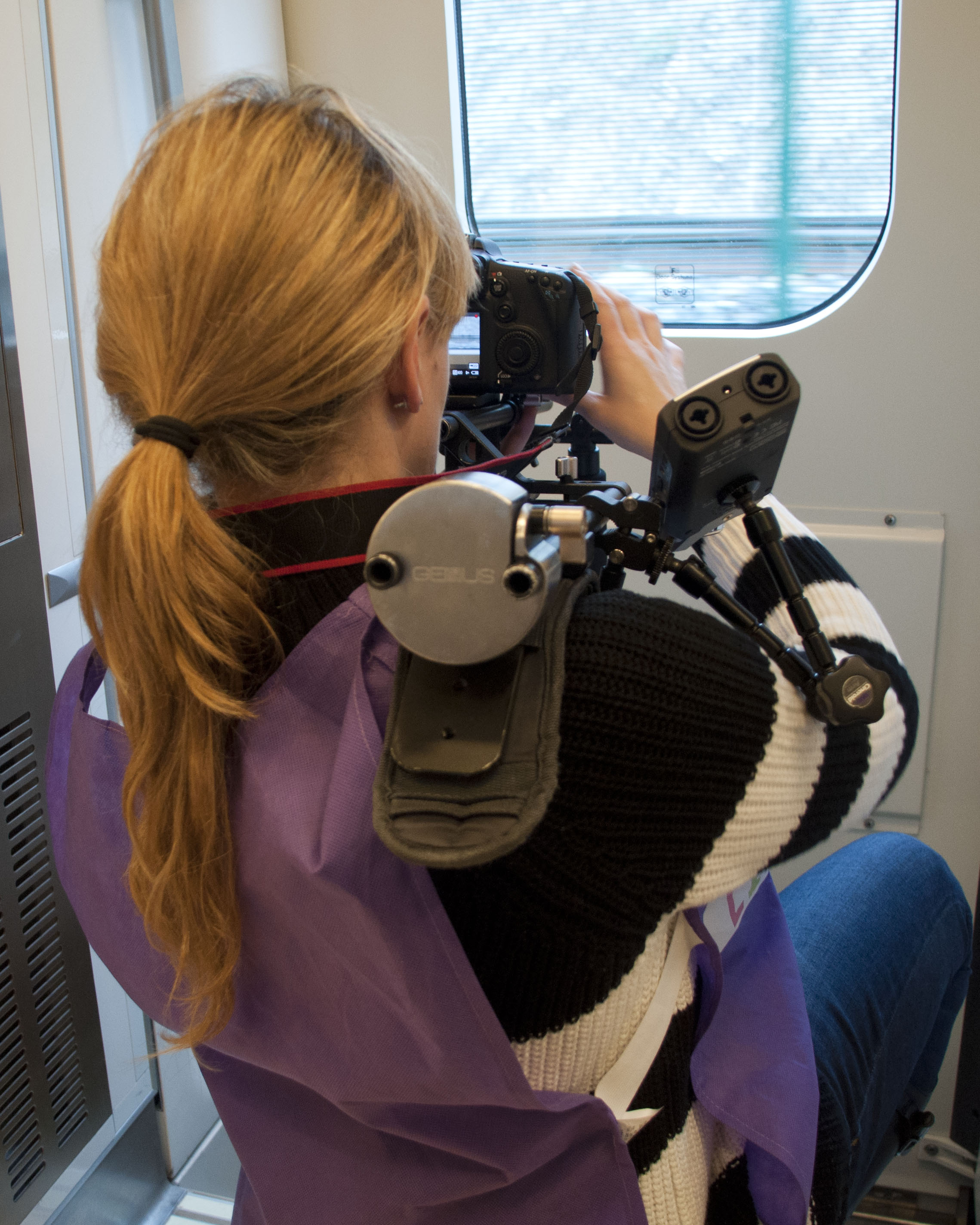
Réalisatrice en la manifestation du El tren de la libertad.

Une centaine de cinéastes participent au documentaire, autour du Collectif de femmes cinéastes contre la réforme de la loi de l'avortement, formé notamment par Teresa Font, Icíar Bollaín, Georgina Cisquella, Elisa Coll, Amparo Fortuny, Esther García, Ángeles González-Sinde, Gracia Querejeta, Alba Sotorra (ca) et Carla Subirana (ca),.

## Sortie, accueil et héritage
Des dizaines de milliers de personnes participent à la mobilisation du Train de la Liberté. L'initiative est considérée comme la plus grande manifestation féministe de l'histoire de l'Espagne. La première du film a lieu simultanément dans 90 villes espagnoles et également dans des festivals internationaux tels que le Festival International de Cinéma de Saint-Sébastien,,.
À la suite du mouvement El tren de la libertad, le gouvernement espagnol a dû abandonner son projet de durcissement de la loi sur l'avortement, ce qui a conduit à des mois de spéculation et provoqué la démission d'Alberto Ruiz-Gallardón, ministre de la Justice et architecte de la proposition de réforme législative, responsable de la promulgation de certaines des législations les plus strictes sur cette question en Europe,,